# NGC 3529
NGC 3529 (również IC 2625 lub PGC 33671) – galaktyka spiralna z poprzeczką (SBb), znajdująca się w gwiazdozbiorze Pucharu. Odkrył ją John Herschel 22 marca 1835 roku.